# Cyclotorna ementita
Cyclotorna ementita là một loài bướm đêm thuộc họ Cyclotornidae. Nó được tìm thấy ở Úc.